# Lag Nils Carlsén
Lag Nils Carlsén var ett svenskt juniorlag i curling som även gick under namnet "Team Y-buss". Laget bestod av Nils Carlsén (skip), Niklas Edin, Marcus Hasselborg och Emanuel Allberg från Sundbybergs CK. De kom tvåa i JVM 2005 och 2006. De var svenska representanter vid herr-VM 2006 och kom på en delad femte plats.
Lagets coach var Mikael Hasselborg, som tidigare spelat för Sverige i EM och VM. Nils Carlsén, Niklas Edin och Emanuel Allberg har också spelat JVM för Sverige med andra lagkonstellationer.